# Eva Lind

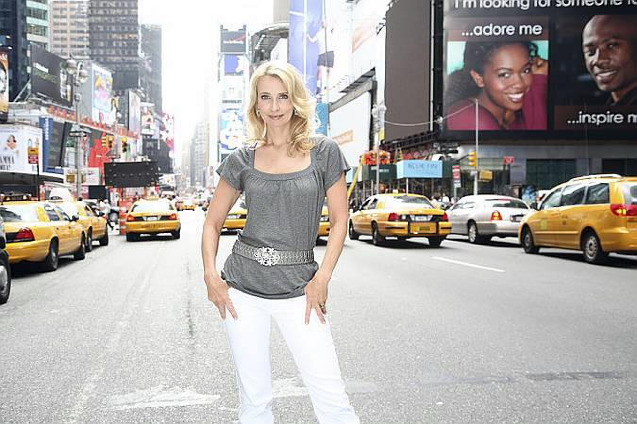
Eva Lind in New York, 2007

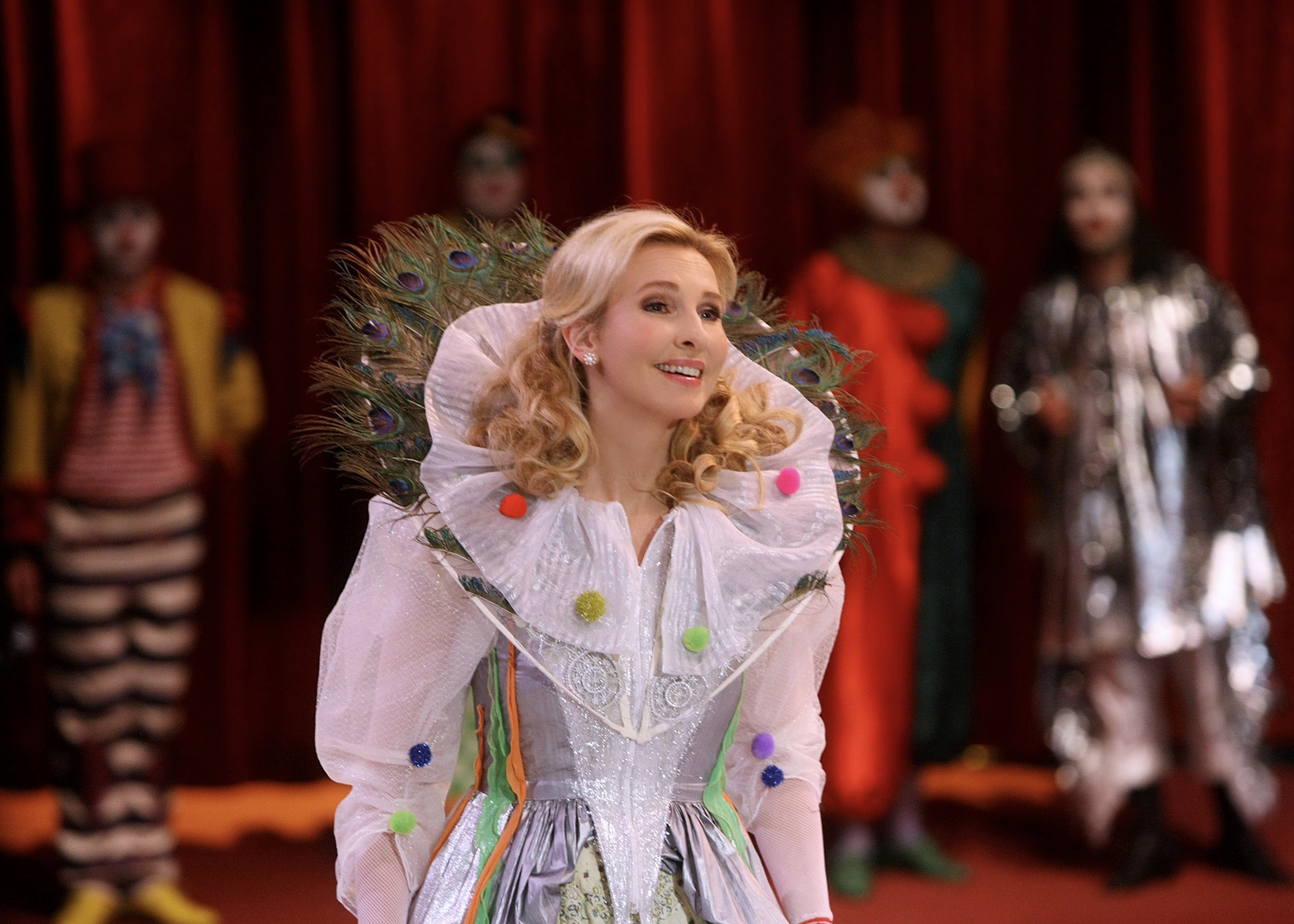
Eva Lind, Nedda, "I Pagliacci", 2012

Eva Lind (Innsbruck, 14 juni 1966) is een Oostenrijks sopraan en televisiepresentatrice.

## Biografie
Al op 13-jarige leeftijd begon Eva Lind met zanglessen in haar geboorteplaats Innsbruck. Na haar 'Matura' opleiding startte zij een studie aan de Weense universiteit in filosofie, mediastudie en theaterwetenschappen, maar besloot na verloop van tijd toch dat zij liever opgeleid wilde worden tot professionele operazangeres. Zij studeerde bij Marta Lantieri, Ruthilde Boesch und Wilma Lipp. In 1983 won de jonge sopraan de Oostenrijkse "Jeugd musiceert"-prijs.
Op 19-jarige leeftijd vierde ze haar debuut bij de Weense Staatsopera, waardoor ze voor vijf jaar gecontracteerd werd als Königin der Nacht in Mozarts opera Die Zauberflöte. Met de partij van Lucia di Lammermoor in het stadstheater van Bazel legde Eva Lind de fundering voor een internationale carrière. Ze stond op de bühne bij verschillende grote operahuizen en zong met bekende operazangers waaronder Plácido Domingo, José Carreras,  Alfredo Kraus en Agnes Baltsa.

## Repertoire
Haar operarepertoire omvat zowel Italiaanse belcanto-partijen als Lucia (Lucia di Lammermoor), Amina (La sonnambula), Elvira (I puritani), Violetta (La traviata) of Gilda (Rigoletto), partijen van Mozart (bijvoorbeeld Konstanze in Die Entführung aus dem Serail) en Richard Strauss (zoals Sophie in Der Rosenkavalier) alsmede Franse rollen, met name Julia (Romeo en Julia), Manon (Manon) en Ophélie in Hamlet van Ambroise Thomas.
In latere jaren verlegde ze het zwaartepunt van haar zangkunst naar concert- en televisieoptredens met populaire liederenprogramma's. Haar liederenreperoire gaat van Mozart, Haydn, Orff, Schubert, Brahms, Wolf, Strauss, Schumann, Berg, Debussy tot Zemlinsky. De veelzijdige zangeres zong ook onder leiding van gerenommeerde dirigenten als Sir Georg Solti, Sir Neville Marriner, Jeffrey Tate en Sir Colin Davis.
Van 2003 tot 2007 presenteerde zij voor de ARD de zaterdagavonduitzending Straße der Lieder.
In januari 2009 presenteerde zij samen met Gunther Emmerlich het Semperopernball in Dresden.

## Discografie (selectie)
- Das Rennquintett
- Ich bin verliebt (1996)
- Lieder, die zu Herzen geh'n (2000)
- Sentimento (2001)
- Eva Lind, "Festspiele Bayreuth", 2019Wunder gescheh'n (2003)
- La sonnambula (2005)
- Ich will leben (2005)
- Stille Nacht (2006)

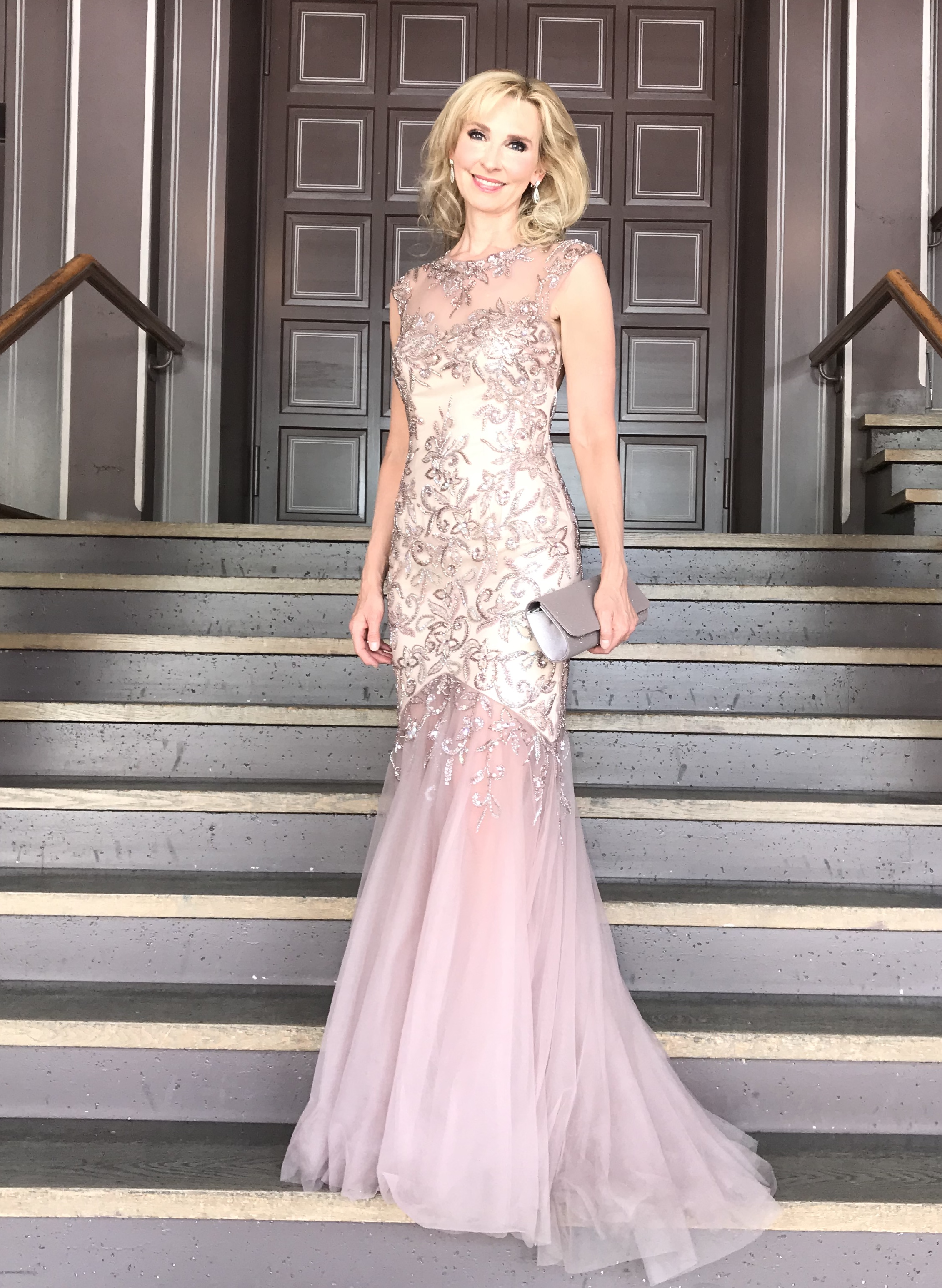
Eva Lind, "Festspiele Bayreuth", 2019

- Mozart rennt (mit dem Blechbläserquintett „Das Rennquintett“) (2006)
- Musikstadt Wien vol. 2 (2007)
- Magic moments (2008) (samen met Tobey Wilson)
- Bijoux (2014)
- Regenbogenfarben (2015)